# Filsdorf
Filsdorf (franska) (luxemburgiska: Fëlschdref lyssna (fil), tyska: Filsdorf) är en ort i kantonen Remich i sydöstra Luxemburg. Den ligger i kommunen Dalheim, cirka 12 kilometer sydost om staden Luxemburg. Orten har 519 invånare (2022).